# Ranieri de’ Calzabigi
Ranieri Simone Francesco Maria de’ Calzabigi, także Calsabigi (ur. 23 grudnia 1714 w Livorno, zm. w lipcu 1795 w Neapolu) – włoski poeta i librecista operowy.

## Życiorys
Studiował w Livorno i Pizie. W 1740 roku został członkiem Accademia Etrusca w Cortonie, był też członkiem Accademia dell’Arcadia w Rzymie. W latach 1743–1748 przebywał jako nadworny poeta w Neapolu. Od około 1750 roku przebywał w Paryżu, gdzie przyjaźnił się z Pietrem Metastasiem i zajmował się wydawaniem jego dzieł, później jednak poróżnili się. Przed 1761 rokiem w związku z długami uciekł z Paryża. Początkowo przebywał w Brukseli, następnie od 1761 do 1772 roku przebywał w Wiedniu. Tam dzięki intendentowi przedstawień cesarskich Giacomo Durazzo poznał Christopha Willibalda Glucka. Calzabigi napisał libretta do jego baletu Don Juan (1761), a następnie oper Orfeo ed Euridice (1762), Alceste (1767) oraz Paride ed Elena (1770). Zerwał współpracę z Gluckiem, gdy ten zlecił pracę nad librettem do opery Le danaidi Antoniowi Salieriemu. Po wyjeździe z Wiednia w 1775 roku osiadł w Pizie, następnie w 1780 roku w Neapolu.
Poza librettami do oper Glucka napisał też m.in. libretta do oper L’opera seria Floriana Leopolda Gassmanna (1769), L’amor innocente Antonia Salieriego (1770) oraz Elfrida (1792) i Elvira (1794) Giovanniego Paisiella. W 1755 roku opublikował pracę Dissertazione su le poesie drammatiche del Sig. Abate Pietro Metastasio, w której krytykował poglądy artystyczne Pietra Metastasia i Johanna Adolfa Hassego. Był znawcą literatury antycznej, włoskiej, francuskiej i angielskiej, tłumaczył m.in. utwory Johna Miltona i Thomasa Graya.
Współpracując z Ch.W. Gluckiem przyczynił się do wielkiej reformy opery. W swoich librettach dążył do prostoty i wzmocnienia akcji dramatycznej, zmniejszył liczbę postaci i zredukował nazbyt rozbudowaną oprawą scenograficzną. Przykładał wagę do relacji między muzyką a słowem, eksponując recytatyw, kładąc nacisk na deklamację, tempo mowy i naturalne frazowanie. Akcję sceniczną rozwijał w szeregu długich scen, zmierzających ku punktowi kulminacyjnemu.